# إيران في الألعاب البارالمبية
شاركت إيران لأول مرة في الألعاب البارالمبية عام 1988، في الألعاب البارالمبية الصيفية 1988 في سول، كوريا الجنوبية.

## جداول الميداليات
| الألعاب  | الرياضيون   | ذهبية       | فضية        | برونزية     | الإجمالي    | الترتيب     |
| -------- | ----------- | ----------- | ----------- | ----------- | ----------- | ----------- |
| 1960     | لم تشارك    | لم تشارك    | لم تشارك    | لم تشارك    | لم تشارك    | لم تشارك    |
| 1964     | لم تشارك    | لم تشارك    | لم تشارك    | لم تشارك    | لم تشارك    | لم تشارك    |
| 1968     | لم تشارك    | لم تشارك    | لم تشارك    | لم تشارك    | لم تشارك    | لم تشارك    |
| 1972     | لم تشارك    | لم تشارك    | لم تشارك    | لم تشارك    | لم تشارك    | لم تشارك    |
| 1976     | لم تشارك    | لم تشارك    | لم تشارك    | لم تشارك    | لم تشارك    | لم تشارك    |
| 1980     | لم تشارك    | لم تشارك    | لم تشارك    | لم تشارك    | لم تشارك    | لم تشارك    |
| 1984     | لم تشارك    | لم تشارك    | لم تشارك    | لم تشارك    | لم تشارك    | لم تشارك    |
| 1988     | إيران       | 4           | 1           | 3           | 8           | 1988        |
| 1992     | إيران       | 1           | 2           | 1           | 4           | 1992        |
| 1996     | إيران       | 9           | 5           | 3           | 17          | 1996        |
| 2000     | إيران       | 12          | 4           | 7           | 23          | 2000        |
| 2004     | إيران       | 6           | 3           | 13          | 23          | 2004        |
| 2008     | إيران       | 5           | 6           | 3           | 14          | 2008        |
| 2012     | إيران       | 10          | 7           | 7           | 24          | 2012        |
| 2016     | إيران       | 8           | 9           | 7           | 24          | 2016        |
| 2020     | إيران       | 12          | 11          | 1           | 24          | 2020        |
| 2024     | إيران       | 8           | 10          | 7           | 25          | 2024        |
| 2028     | حدث مستقبلي | حدث مستقبلي | حدث مستقبلي | حدث مستقبلي | حدث مستقبلي | حدث مستقبلي |
| 2032     | حدث مستقبلي | حدث مستقبلي | حدث مستقبلي | حدث مستقبلي | حدث مستقبلي | حدث مستقبلي |
| الإجمالي | الإجمالي    | 75          | 58          | 52          | 185         | الترتيب     |

| الألعاب  | الرياضيون | ذهبية    | فضية     | برونزية  | الإجمالي | الترتيب  |
| -------- | --------- | -------- | -------- | -------- | -------- | -------- |
| 1976     | لم تشارك  | لم تشارك | لم تشارك | لم تشارك | لم تشارك | لم تشارك |
| 1980     | لم تشارك  | لم تشارك | لم تشارك | لم تشارك | لم تشارك | لم تشارك |
| 1984     | لم تشارك  | لم تشارك | لم تشارك | لم تشارك | لم تشارك | لم تشارك |
| 1988     | لم تشارك  | لم تشارك | لم تشارك | لم تشارك | لم تشارك | لم تشارك |
| 1992     | لم تشارك  | لم تشارك | لم تشارك | لم تشارك | لم تشارك | لم تشارك |
| 1994     | لم تشارك  | لم تشارك | لم تشارك | لم تشارك | لم تشارك | لم تشارك |
| 1998     | إيران     | 0        | 0        | 0        | 0        | 1998     |
| 2002     | إيران     | 0        | 0        | 0        | 0        | 2002     |
| 2006     | إيران     | 0        | 0        | 0        | 0        | 2006     |
| 2010     | إيران     | 0        | 0        | 0        | 0        | 2010     |
| 2014     | إيران     | 0        | 0        | 0        | 0        | 2014     |
| 2018     | إيران     | 0        | 0        | 0        | 0        | 2018     |
| 2022     | إيران     | 0        | 0        | 0        | 0        | 2022     |
| 2026     | إيران     | 0        | 0        | 0        | 0        | 2026     |
| الإجمالي | الإجمالي  | 0        | 0        | 0        | 0        | الترتيب  |

| الألعاب                      | ذهبية | فضية | برونزية | الإجمالي |
| ---------------------------- | ----- | ---- | ------- | -------- |
| ألعاب القوى                  | 39    | 36   | 31      | 106      |
| رفع الأثقال                  | 15    | 10   | 11      | 36       |
| الكرة الطائرة                | 8     | 2    | 0       | 10       |
| الرماية                      | 6     | 0    | 2       | 8        |
| الرماية                      | 4     | 4    | 3       | 11       |
| الجودو                       | 2     | 2    | 1       | 5        |
| التايكوندو                   | 1     | 2    | 2       | 5        |
| كرة القدم السباعية           | 0     | 1    | 2       | 3        |
| كرة القدم الخماسية للمكفوفين | 0     | 1    | 0       | 1        |
| الإجمالي                     | 75    | 58   | 52      | 185      |

| الرياضة           | ذهبية | فضية | برونزية | الإجمالي |
| ----------------- | ----- | ---- | ------- | -------- |
| التزلج الألبي     | 0     | 0    | 0       | 0        |
| البياثلون         | 0     | 0    | 0       | 0        |
| التزلج الريفي     | 0     | 0    | 0       | 0        |
| التزلج على الجليد | 0     | 0    | 0       | 0        |
| الإجمالي          | 0     | 0    | 0       | 0        |

## الرياضة حسب السنة
| الرياضة                        | 1988     | 1992     | 1996     | 2000     | 2004     | 2008     | 2012     | 2016     | 2020     | السنوات |
| الرياضة                        | الإجمالي | الإجمالي | الإجمالي | الإجمالي | الإجمالي | الإجمالي | الإجمالي | الإجمالي | الإجمالي |         |
| ------------------------------ | -------- | -------- | -------- | -------- | -------- | -------- | -------- | -------- | -------- | ------- |
| الرماية                        | 0        | 0        | 3        | 3        | 3        | 0        | 6        | 7        | 6        | 5       |
| ألعاب القوى                    | 16       | 14       | 7        | 12       | 28       | 14       | 16       | 26       | 16       | 9       |
| ركوب الدراجات                  | 0        | 0        | 0        | 0        | 1        | 0        | 1        | 1        | 1        | 4       |
| كرة القدم الخماسية             | 0        | 0        | 0        | 0        | 0        | 10       | 10       | 10       | 0        | 2       |
| كرة القدم السباعية             | 0        | 0        | 0        | 0        | 11       | 11       | 12       | 12       | 0        | 4       |
| كرة الهدف                      | 6        | 0        | 0        | 0        | 0        | 6        | 4        | 0        | 0        | 3       |
| الجودو                         | 0        | 0        | 0        | 0        | 4        | 5        | 6        | 3        | 2        | 5       |
| الكانوي البارالمبي             | 0        | 0        | 0        | 0        | 0        | 0        | 0        | 1        | 2        | 2       |
| رفع الأثقال                    | 1        | 0        | 6        | 7        | 8        | 7        | 8        | 6        | 5        | 8       |
| الرماية                        | 0        | 0        | 5        | 6        | 9        | 3        | 2        | 6        | 3        | 7       |
| الكرة الطائرة                  | 12       | 11       | 12       | 12       | 10       | 12       | 11       | 24       | 12       | 9       |
| السباحة                        | 0        | 0        | 0        | 0        | 0        | 1        | 1        | 0        | 0        | 2       |
| تنس الطاولة                    | 0        | 4        | 0        | 0        | 3        | 2        | 1        | 0        | 0        | 4       |
| التايكوندو                     | 0        | 0        | 0        | 0        | 0        | 0        | 0        | 0        | 3        | 1       |
| كرة السلة على الكراسي المتحركة | 0        | 0        | 0        | 0        | 12       | 12       | 0        | 12       | 12       | 4       |
| التنس على الكراسي المتحركة     | 0        | 0        | 0        | 0        | 0        | 0        | 1        | 0        | 0        | 1       |
| الإجمالي                       | 35       | 29       | 30       | 40       | 89       | 72       | 79       | 110      | 62       | 9       |

| الرياضة           | 1998     | 2002     | 2006     | 2010     | 2014     | 2018     | السنوات |
| الرياضة           | الإجمالي | الإجمالي | الإجمالي | الإجمالي | الإجمالي | الإجمالي |         |
| ----------------- | -------- | -------- | -------- | -------- | -------- | -------- | ------- |
| التزلج الألبي     | 2        | 1        | 1        | 1        | 1        | 0        | 5       |
| البياثلون         | 0        | 0        | 0        | 0        | 0        | 0        | 1       |
| التزلج الريفي     | 0        | 0        | 0        | 0        | 0        | 2        | 1       |
| التزلج على الجليد | 0        | 0        | 0        | 0        | 0        | 3        | 1       |
| الإجمالي          | 2        | 1        | 1        | 1        | 1        | 5        | 6       |

## الحائزون على الميداليات

### 1988
| الميدالية | الاسم | الرياضة       | الحدث                     |
| --------- | --- | ------------- | ------------------------- |
| ذهبية     | مختار نورافشان | ألعاب القوى   | رمي القرص رجال 3          |
| ذهبية     | هادي ياراحمادي | ألعاب القوى   | رمي الرمح رجال 4          |
| ذهبية     | جواد عبدالله زاده | ألعاب القوى   | رمي الرمح رجال 5          |
| ذهبية     | علي كاشفيا محمد حسين باراستار كاظم إسماعيليان محمد علي طبا ط بایی محمد مصطفوي أحمد شيواني محسن باراتي هادي رضائي رضا غوزالي حسين هاشمي سعيد حنيفي رضا بوداغي | الكرة الطائرة | جلوس رجال                 |
| فضية      | أحمد رضائي | ألعاب القوى   | رمي الرمح رجال L5         |
| برونزية   | علي أصغر هادي زاده | ألعاب القوى   | دفع الجلة رجال L5         |
| برونزية   | رضا تشافوشي | ألعاب القوى   | رمي القرص رجال 3          |
| برونزية   | حسن سامافاتي | ألعاب القوى   | رمي القرص رجال A1–3/A9/L3 |

### 1992
| الميدالية | الاسم | الرياضة       | الحدث               |
| --------- | --- | ------------- | ------------------- |
| ذهبية     | غلام أخفان أحمد شيواني هادي رضائي برويز فيروزي حسن هاشمي علي أكبر سلافاتيان حسن محمدي علي غولكار مجيد سليماني علي كاشفيا حسن زيندهغارد | الكرة الطائرة | جلوس رجال           |
| فضية      | حسين أغا-برغتشي | ألعاب القوى   | دفع الجلة رجال C6   |
| فضية      | عوض عزموده | ألعاب القوى   | رمي الرمح رجال THW4 |
| برونزية   | حسين أغا-برغتشي | ألعاب القوى   | رمي القرص رجال C7   |

### 1996
| الميدالية | الاسم | الرياضة       | الحدث                                  |
| --------- | --- | ------------- | -------------------------------------- |
| ذهبية     | قادر مدبر | ألعاب القوى   | دفع الجلة رجال F51                     |
| ذهبية     | حسين أغا-برغتشي | ألعاب القوى   | رمي القرص رجال F35                     |
| ذهبية     | قادر مدبر | ألعاب القوى   | رمي القرص رجال F51                     |
| ذهبية     | عبدولرضا جوكار | ألعاب القوى   | رمي القرص رجال F52                     |
| ذهبية     | قادر مدبر | ألعاب القوى   | رمي الرمح رجال F51                     |
| ذهبية     | مختار نورافشان | ألعاب القوى   | رمي الرمح رجال F53                     |
| ذهبية     | محمد رضا ميرزائي | ألعاب القوى   | رمي الرمح رجال F56                     |
| ذهبية     | عنايت الله بخاري | الرماية       | 10 متر بندقية هوائية استلقاء مختلط SH1 |
| ذهبية     | غلام أخفان فرشيد آشوري محسن باراتي جليل إيميري علي غولكار برويز فيروزي علي كاشفيا هادي رضائي علي أكبر سلافاتيان حسن شاهي أحمد شيواني مجيد سليماني | الكرة الطائرة | جلوس رجال                              |
| فضية      | مختار نورافشان | ألعاب القوى   | دفع الجلة رجال F53                     |
| فضية      | محمد صادقي مهر يار | ألعاب القوى   | دفع الجلة رجال F55                     |
| فضية      | مختار نورافشان | ألعاب القوى   | رمي القرص رجال F53                     |
| فضية      | محمد صادقي مهر يار | ألعاب القوى   | رمي القرص رجال F55                     |
| فضية      | فريدون كريميبور | رفع الأثقال   | 56 كغم رجال                            |
| برونزية   | عبدولرضا جوكار | ألعاب القوى   | رمي الرمح رجال F52                     |
| برونزية   | الله بخش أكبري | رفع الأثقال   | 60 كغم رجال                            |
| برونزية   | زينال سياوشاني | رفع الأثقال   | 67.5 كغم رجال                          |

### 2000
| الميدالية | الاسم | الرياضة       | الحدث                                  |
| --------- | --- | ------------- | -------------------------------------- |
| ذهبية     | قادر مدبر | ألعاب القوى   | دفع الجلة رجال F52                     |
| ذهبية     | مختار نورافشان | ألعاب القوى   | دفع الجلة رجال F54                     |
| ذهبية     | قادر مدبر | ألعاب القوى   | رمي القرص رجال F52                     |
| ذهبية     | عبدولرضا جوكار | ألعاب القوى   | رمي القرص رجال F53                     |
| ذهبية     | مختار نورافشان | ألعاب القوى   | رمي القرص رجال F54                     |
| ذهبية     | محمد صادقي مهر يار | ألعاب القوى   | رمي القرص رجال F56                     |
| ذهبية     | عارف خسروينيا | ألعاب القوى   | رمي القرص رجال F57                     |
| ذهبية     | عوض عزموده | ألعاب القوى   | رمي الرمح رجال F54                     |
| ذهبية     | محمد رضا ميرزائي | ألعاب القوى   | رمي الرمح رجال F57                     |
| ذهبية     | أمرالله دهقاني | رفع الأثقال   | 100 كغم رجال                           |
| ذهبية     | عنايت الله بخاري | الرماية       | 10 متر بندقية هوائية استلقاء مختلط SH1 |
| ذهبية     | علي عشقي حجت بهروان علي أكبر سلافاتيان برويز فيروزي عيسى زيراهي جليل إيميري فرشيد آشوري علي غولكار مجيد سليماني علي كاشفيا رضا بيدايهش محمد رضا رحيمي | الكرة الطائرة | جلوس رجال                              |
| فضية      | داريوش نامفار | ألعاب القوى   | رمي القرص رجال F56                     |
| فضية      | فريدون كريميبور | رفع الأثقال   | 56 كغم رجال                            |
| فضية      | منصور ديماسي | رفع الأثقال   | 75 كغم رجال                            |
| فضية      | سعيد بافنده | رفع الأثقال   | 82.5 كغم رجال                          |
| برونزية   | عباس محسني | ألعاب القوى   | دفع الجلة رجال F37                     |
| برونزية   | حسين أغا-برغتشي | ألعاب القوى   | رمي القرص رجال F36                     |
| برونزية   | وهاب سالابي | ألعاب القوى   | رمي الرمح رجال F42                     |
| برونزية   | قادر مدبر | ألعاب القوى   | رمي الرمح رجال F52                     |
| برونزية   | عبدولرضا جوكار | ألعاب القوى   | رمي الرمح رجال F53                     |
| برونزية   | الله بخش أكبري | رفع الأثقال   | 67.5 كغم رجال                          |
| برونزية   | ناييره أكيف | الرماية       | 10 متر مسدس هوائي سيدات SH1            |

### 2004
| الميدالية | الاسم | الرياضة       | الحدث                  |
| --------- | --- | ------------- | ---------------------- |
| ذهبية     | سياماك صالح زاده | ألعاب القوى   | رمي القرص رجال F33/34  |
| ذهبية     | محمد صادقي مهر يار | ألعاب القوى   | رمي القرص رجال F56     |
| ذهبية     | علي نادري | ألعاب القوى   | رمي الرمح رجال F55/56  |
| ذهبية     | محمد رضا ميرزائي | ألعاب القوى   | رمي الرمح رجال F57     |
| ذهبية     | مرتضى دشتي | رفع الأثقال   | 48 كغم رجال            |
| ذهبية     | كاظم رجبي | رفع الأثقال   | 100 كغم رجال           |
| ذهبية     | حبيب الله موسوي | رفع الأثقال   | +100 كغم رجال          |
| فضية      | جواد هارداني | ألعاب القوى   | رمي القرص رجال F38     |
| فضية      | جليل باقري جدي | ألعاب القوى   | رمي القرص رجال F55     |
| فضية      | دافيد أليبوران صادق بيغدلي سعيد إبراهيمي جليل إيميري علي غولكار مهدي حميد زاده ناصر حسان بور محمد رضا رحيمي رمضان صالحي عيسى زيراهي | الكرة الطائرة | جلوس رجال              |
| برونزية   | محسن عامو-آغائي | ألعاب القوى   | دفع الجلة رجال F33/34  |
| برونزية   | أصغر زاريينيجاد | ألعاب القوى   | دفع الجلة رجال F40     |
| برونزية   | مهر داد كرام زاده | ألعاب القوى   | دفع الجلة رجال F42     |
| برونزية   | مختار نورافشان | ألعاب القوى   | رمي القرص رجال F55     |
| برونزية   | علي رضا كمالي فر | ألعاب القوى   | رمي القرص رجال F58     |
| برونزية   | وهاب سالابي | ألعاب القوى   | رمي الرمح رجال F42     |
| برونزية   | عوض عزموده | ألعاب القوى   | رمي الرمح رجال F54     |
| برونزية   | عبدولرضا جوكار | ألعاب القوى   | رمي الرمح رجال F52/53  |
| برونزية   | أزم خوداياري | ألعاب القوى   | رمي القرص سيدات F56–58 |
| برونزية   | هاني عساكرة | الجودو        | 73 كغم رجال            |
| برونزية   | غلام حسين شلتوكر | رفع الأثقال   | 52 كغم رجال            |
| برونزية   | حمزه محمدي | رفع الأثقال   | 67.5 كغم رجال          |
| برونزية   | رضا برومند | رفع الأثقال   | 75 كغم رجال            |

### 2008
| الميدالية | الاسم | الرياضة            | الحدث                 |
| --------- | --- | ------------------ | --------------------- |
| ذهبية     | جواد هارداني | ألعاب القوى        | رمي القرص رجال F38    |
| ذهبية     | محمد رضا ميرزائي | ألعاب القوى        | رمي الرمح رجال F57    |
| ذهبية     | حمزه محمدي | رفع الأثقال        | 60 كغم رجال           |
| ذهبية     | كاظم رجبي | رفع الأثقال        | +100 كغم رجال         |
| ذهبية     | محمد حسيني فر محمد رضا رحيمي رضا بيدايهش دافيد أليبوران مهدي حميد زاده ناصر حسان بور صادق بيغدلي جليل إيميري سعيد إبراهيمي عيسى زيراهي رمضان صالحي محمد خالقي           | الكرة الطائرة جلوس | رجال                  |
| فضية      | مهر داد كرام زاده | ألعاب القوى        | دفع الجلة رجال F42    |
| فضية      | علي محمدي ياري | ألعاب القوى        | رمي القرص رجال F55    |
| فضية      | عبدولرضا جوكار | ألعاب القوى        | رمي الرمح رجال F52/53 |
| فضية      | سعيد رحمتي | الجودو             | 60 كغم رجال           |
| فضية      | علي حسيني | رفع الأثقال        | 67.5 كغم رجال         |
| فضية      | مجيد فارزين | رفع الأثقال        | 75 كغم رجال           |
| برونزية   | جواد هارداني | ألعاب القوى        | رمي الرمح رجال F38    |
| برونزية   | حبيب الله حيدري مهر مسلم خزع بيرا سارابي إحسان غلام حسيني بور مرتضى حيدري بهمان أنصاري هاشم راستغاري موبين صادق حسني باغي فرزاد مهري جاسم بخشي مسلم أكبري أردشير ماهيني | كرة القدم السباعية | رجال                  |
| برونزية   | علي صادق زاده | رفع الأثقال        | 100 كغم رجال          |

### 2012
| الميدالية | الاسم | الرياضة            | الحدث                        | التاريخ  |
| --------- | --- | ------------------ | ---------------------------- | -------- |
| ذهبية     | زهرة نعمتي | الرماية            | فردي قوس recurve سيدات W1/W2 | 4 سبتمبر |
| ذهبية     | بييمان ناصري | ألعاب القوى        | 1500 متر رجال T20            | 4 سبتمبر |
| ذهبية     | جليل باقري جدي | ألعاب القوى        | رمي الرمح رجال F54           | 1 سبتمبر |
| ذهبية     | جواد هارداني | ألعاب القوى        | رمي القرص رجال F38           | 7 سبتمبر |
| ذهبية     | محسن قايدي | ألعاب القوى        | رمي الرمح رجال F20           | 1 سبتمبر |
| ذهبية     | محمد خالفندي | ألعاب القوى        | رمي الرمح رجال F57/58        | 8 سبتمبر |
| ذهبية     | نادر مرادي | رفع الأثقال        | 60 كغم رجال                  | 1 سبتمبر |
| ذهبية     | علي حسيني | رفع الأثقال        | 75 كغم رجال                  | 3 سبتمبر |
| ذهبية     | مجيد فارزين | رفع الأثقال        | 82.5 كغم رجال                | 4 سبتمبر |
| ذهبية     | سيامند رحمان | رفع الأثقال        | 100 كغم رجال                 | 5 سبتمبر |
| فضية      | محسن قايدي | ألعاب القوى        | دفع الجلة رجال F20           | 4 سبتمبر |
| فضية      | مهر داد كرام زاده | ألعاب القوى        | دفع الجلة رجال F42           | 2 سبتمبر |
| فضية      | سجاد نيكبرست | ألعاب القوى        | رمي الرمح رجال F12/13        | 5 سبتمبر |
| فضية      | كامران شوكري سالاري | ألعاب القوى        | رمي الرمح رجال F42           | 7 سبتمبر |
| فضية      | عبدولرضا جوكار | ألعاب القوى        | رمي الرمح رجال F52/53        | 4 سبتمبر |
| فضية      | روح الله رستمي | رفع الأثقال        | 67.5 كغم رجال                | 2 سبتمبر |
| فضية      | فريق الكرة الطائرة مجيد لشگري، رضا بيدايهش، دافيد أليبوران، أحمد إيري، ناصر حسان بور، صادق بيغدلي، جليل إيميري (القائد)\|سيد سعيد إبراهيمي، عيسى زيراهي، رمضان صالحي، محمد خالقي                                                     | الكرة الطائرة      | كرة طائرة رجال               | 8 سبتمبر |
| برونزية   | رازيه شير محمدي زهرا جواني مارد زهرة نعمتي | الرماية            | فريق قوس recurve سيدات مفتوح | 5 سبتمبر |
| برونزية   | جواد هارداني | ألعاب القوى        | رمي الرمح رجال F38           | 5 سبتمبر |
| برونزية   | علي محمدياري | ألعاب القوى        | رمي القرص رجال F55           | 5 سبتمبر |
| برونزية   | فرزاد سبهفند | ألعاب القوى        | دفع الجلة رجال F44           | 6 سبتمبر |
| برونزية   | فريق كرة القدم السباعية مهران نيكوئي مجد، مسلم خزعي بيرا سارابي، إحسان غلام حسيني بور، مرتضى حيدري\|بهمان أنصاري\|هاشم راستغاري موبين، صادق حسني باغي، فرزاد مهري، جاسم بخشي، مسلم أكبري (القائد)\|رسول آتشفروز، عبدولرضا كريمي زاده | كرة القدم السباعية | كرة القدم السباعية           | 9 سبتمبر |
| برونزية   | علي صادق زاده | رفع الأثقال        | 100 كغم رجال                 | 5 سبتمبر |
| برونزية   | ساره جواني مارد | الرماية            | 10 متر مسدس هوائي سيدات SH1  | 31 أغسطس |

### 2016
| الميدالية | الاسم | الرياضة                      | الحدث                        | التاريخ   |
| --------- | --- | ---------------------------- | ---------------------------- | --------- |
| ذهبية     | غلام رضا رحيمي | الرماية                      | فردي قوس recurve مفتوح رجال  | 13 سبتمبر |
| ذهبية     | زهرة نعمتي | الرماية                      | فردي قوس recurve مفتوح سيدات | 15 سبتمبر |
| ذهبية     | محمد خالفندي | ألعاب القوى                  | رمي الرمح رجال F57           | 12 سبتمبر |
| ذهبية     | مجيد فارزين | رفع الأثقال                  | 80 كغم رجال                  | 12 سبتمبر |
| ذهبية     | سيامند رحمان | رفع الأثقال                  | 107 كغم رجال                 | 14 سبتمبر |
| ذهبية     | ساره جواني مارد | الرماية                      | 10 متر مسدس هوائي سيدات SH1  | 9 سبتمبر  |
| ذهبية     | ساره جواني مارد | الرماية                      | 50 متر مسدس مختلط SH1        | 14 سبتمبر |
| ذهبية     | فريق الكرة الطائرة جلوس مهرزاد مهروافان، مرتضى مهرزاد سلاك جاني، مجيد لشگري سانامي، دافيد أليبوران (القائد)\|أبو الفضل أوليائي، رمضان صالحي حاجي كولائي، صادق بيغدلي، ميسام علي بور، حسين غولستاني، عيسى زيراهي، آرش خورمالي، مهدي بابادي | الكرة الطائرة جلوس           | كرة طائرة جلوس               | 18 سبتمبر |
| فضية      | زهرة نعمتي إبراهيم رانجبور | الرماية                      | فريق قوس recurve مفتوح       | 11 سبتمبر |
| فضية      | سامان باكباز | ألعاب القوى                  | دفع الجلة رجال F12           | 8 سبتمبر  |
| فضية      | علي رضا قله ناصري | ألعاب القوى                  | رمي القرص رجال F56           | 10 سبتمبر |
| فضية      | سجاد محمديان | ألعاب القوى                  | دفع الجلة رجال F42           | 12 سبتمبر |
| فضية      | عبدولله حيدري | ألعاب القوى                  | رمي الرمح رجال F42           | 12 سبتمبر |
| فضية      | سجاد نيكبرست | ألعاب القوى                  | رمي الرمح رجال F57           | 14 سبتمبر |
| فضية      | حامد أميري | ألعاب القوى                  | رمي الرمح رجال F54           | 16 سبتمبر |
| فضية      | فريق كرة القدم الخماسية ميثم شجاعيان، بهزاد زادعلي أصغري، محمد رضا مهنين ساب، حسين رجب بور (القائد)\|أحمد رضا شاه حسيني، صادق رحيمي قصر، أمير بوررضوي، محمد حيدري، رسول باسري، أكبر شوشتاري                                               | كرة القدم الخماسية للمكفوفين | كرة القدم الخماسية للمكفوفين | 17 سبتمبر |
| فضية      | فريق كرة القدم السباعية مسلم خزعي بيرا سارابي، هاشم راستغاري موبين (القائد)\|لطف الله جانجو، رسول آتشفروز، صادق حسني باغي، محمد خاراط، بهنام سهرابي، حسين تيز بور، مهدي جمالي، جاسم بخشي، حسن سفاري، فرزاد مهري، مسلم أكبري، بابك سفاري   | كرة القدم السباعية           | كرة القدم السباعية           | 16 سبتمبر |
| برونزية   | إبراهيم رانجبور | الرماية                      | فردي قوس recurve مفتوح رجال  | 13 سبتمبر |
| برونزية   | بييمان ناصري بازانجاني | ألعاب القوى                  | 1500 متر رجال T20            | 13 سبتمبر |
| برونزية   | أسدالله عظيمي | ألعاب القوى                  | دفع الجلة رجال F54           | 14 سبتمبر |
| برونزية   | جواد هارداني | ألعاب القوى                  | رمي القرص رجال F38           | 15 سبتمبر |
| برونزية   | محسن قايدي | ألعاب القوى                  | رمي الرمح رجال F20           | 15 سبتمبر |
| برونزية   | جافيد إحساني شاكيب | ألعاب القوى                  | دفع الجلة رجال F57           | 17 سبتمبر |
| برونزية   | علي صادق زاده | رفع الأثقال                  | 107 كغم رجال                 | 14 سبتمبر |

### 2020
| الميدالية | الاسم | الرياضة            | الحدث                       | التاريخ  |
| --------- | --- | ------------------ | --------------------------- | -------- |
| ذهبية     | روح الله روستمي | رفع الأثقال        | 80 كغم رجال                 | 28 أغسطس |
| ذهبية     | فاهيد نوري | الجودو             | 90 كغم رجال                 | 29 أغسطس |
| ذهبية     | محمد رضا خير الله زاده | الجودو             | 100 كغم رجال                | 29 أغسطس |
| ذهبية     | أمير خسرواني | ألعاب القوى        | الوثب الطويل رجال T12       | 30 أغسطس |
| ذهبية     | مهدي أولاد | ألعاب القوى        | دفع الجلة رجال F11          | 30 أغسطس |
| ذهبية     | هاشميه موتغيان | ألعاب القوى        | رمي الرمح سيدات F56         | 31 أغسطس |
| ذهبية     | ساره جواني مارد | الرماية            | 10 متر مسدس هوائي سيدات SH1 | 31 أغسطس |
| ذهبية     | سعيد أفروز | ألعاب القوى        | رمي الرمح رجال F57          | 1 سبتمبر |
| ذهبية     | حامد أميري | ألعاب القوى        | رمي الرمح رجال F54          | 3 سبتمبر |
| ذهبية     | فريق الكرة الطائرة جلوس رجال مهرزاد مهروافان، مرتضى مهرزاد سلاك جاني، ميسام علي بور، دافيد أليبوران، مرتضى رمضاني غراكوي، سيد محمد حسين حسيني جد، صادق بيغدلي، مجيد لشگري سانامي، حسين غولستاني، محمد نعمتي، رمضان صالحي حاجي كولائي، مهدي بابادي | الكرة الطائرة جلوس | كرة طائرة جلوس رجال         | 4 سبتمبر |
| فضية      | أمير جعفري | رفع الأثقال        | 65 كغم رجال                 | 27 أغسطس |
| فضية      | أمان الله بابي | ألعاب القوى        | رمي الرمح رجال F57          | 28 أغسطس |
| فضية      | علي رضا مختارى | ألعاب القوى        | دفع الجلة رجال F53          | 29 أغسطس |
| فضية      | حامد صولهي پور | رفع الأثقال        | 97 كغم رجال                 | 29 أغسطس |
| فضية      | منصور بورميرزائي | رفع الأثقال        | 107 كغم رجال                | 30 أغسطس |
| فضية      | رمضان بياباني | الرماية            | قوس مركب فردي رجال مفتوح    | 31 أغسطس |
| فضية      | صادق بيت سياح | ألعاب القوى        | رمي الرمح رجال F20          | 4 سبتمبر |
| فضية      | سجاد محمديان | ألعاب القوى        | دفع الجلة رجال F42          | 4 سبتمبر |
| برونزية   | سامان راضي | رفع الأثقال        | 107 كغم رجال                | 30 أغسطس |

### 2024
| الميدالية | الاسم | الرياضة            | الحدث                       | التاريخ  |
| --------- | --- | ------------------ | --------------------------- | -------- |
| ذهبية     | ساره جواني مارد | الرماية            | 10 متر مسدس هوائي سيدات SH1 | 31 أغسطس |
| ذهبية     | أمير حسين علي بور داربيد | ألعاب القوى        | دفع الجلة رجال F11          | 2 سبتمبر |
| ذهبية     | سعيد أفروز | ألعاب القوى        | رمي الرمح رجال F57          | 4 سبتمبر |
| ذهبية     | روح الله روستامي | رفع الأثقال        | 80 كغم رجال                 | 6 سبتمبر |
| ذهبية     | فريق الكرة الطائرة جلوس رجال حسين غولستاني، حميد رضا عباسي فيشكي، دافيد أليبوران، رمضان صالحي، صادق بيغدلي، ميثم حاجي بابايي موحد، ميسام علي بور، عيسى زيراهي، مجيد لشگري سانامي، محمد نعمتي، مرتضى مهرزاد، مهدي بابادي | الكرة الطائرة جلوس | كرة طائرة جلوس رجال         | 6 سبتمبر |
| ذهبية     | ياسين خسروي | ألعاب القوى        | دفع الجلة رجال F57          | 6 سبتمبر |
| ذهبية     | علي أكبر غريبشاهي | رفع الأثقال        | 107 كغم رجال                | 8 سبتمبر |
| ذهبية     | أحمد أمين زاده | رفع الأثقال        | 107 كغم رجال                | 8 سبتمبر |
| فضية      | زهرا رحيمي | التايكوندو         | 47 كغم سيدات                | 29 أغسطس |
| فضية      | باراستو حبيبي | ألعاب القوى        | رمي الرمح سيدات F54         | 30 أغسطس |
| فضية      | ظافر ذاكر | ألعاب القوى        | رمي الرمح رجال F13          | 30 أغسطس |
| فضية      | فاطمه همتي | الرماية            | فردي سيدات مركب مفتوح       | 31 أغسطس |
| فضية      | فاطمه همتي هادي نوري | الرماية            | فريق مركب                   | 2 سبتمبر |
| فضية      | مهدي أولاد | ألعاب القوى        | دفع الجلة رجال F11          | 2 سبتمبر |
| فضية      | هاجر سفرزاده | ألعاب القوى        | 400 متر سيدات T12           | 3 سبتمبر |
| فضية      | حسن باجولفند | ألعاب القوى        | رمي الرمح رجال F53          | 5 سبتمبر |
| فضية      | ميثم بانتابا | الجودو             | 60 كغم رجال J1              | 5 سبتمبر |
| فضية      | علي بيروج | ألعاب القوى        | رمي الرمح رجال F13          | 5 سبتمبر |
| برونزية   | علي رضا باخت | التايكوندو         | 80 كغم رجال                 | 31 أغسطس |
| برونزية   | حامد حق شناس | التايكوندو         | 63 كغم رجال                 | 31 أغسطس |
| برونزية   | علي رضا مختاري | ألعاب القوى        | دفع الجلة رجال F53          | 1 سبتمبر |
| برونزية   | محمد رضا عرب أميري | الرماية            | فردي رجال قوس recurve مفتوح | 4 سبتمبر |
| برونزية   | محسن بختيار | رفع الأثقال        | 59 كغم رجال                 | 5 سبتمبر |
| برونزية   | سيد علي أصغر جواني مارد | ألعاب القوى        | رمي الرمح رجال F55          | 5 سبتمبر |
| برونزية   | إلهام صالحي | ألعاب القوى        | رمي الرمح سيدات F57         | 7 سبتمبر |

## الحائزون على ميداليات متعددة
هذه قائمة بالمتوجين بميداليات ذهبية متعددة لإيران، تدرج الأشخاص الذين فازوا بثلاث ميداليات ذهبية أو أكثر.
| الرياضي            | الرياضة       | الألعاب البارالمبية | ذهبية | فضية | برونزية | الإجمالي |
| ------------------ | ------------- | ------------------- | ----- | ---- | ------- | -------- |
| قادر مدبر          | ألعاب القوى   | 1996–2000           | 5     | 0    | 1       | 6        |
| مختار نورافشان     | ألعاب القوى   | 1988–2004           | 4     | 2    | 1       | 7        |
| ساره جواني مارد    | الرماية       | 2012–2024           | 4     | 0    | 1       | 5        |
| علي كاشفيا         | الكرة الطائرة | 1988–2000           | 4     | 0    | 0       | 4        |
| محمد رضا ميرزائي   | ألعاب القوى   | 1996–2008           | 4     | 0    | 0       | 4        |
| جليل إيميري        | الكرة الطائرة | 1996–2012           | 3     | 2    | 0       | 5        |
| عيسى زيراهي        | الكرة الطائرة | 2000–2016           | 3     | 2    | 0       | 5        |
| زهرة نعمتي         | الرماية       | 2012–2020           | 3     | 1    | 1       | 5        |
| علي غولكار         | الكرة الطائرة | 1992–2004           | 3     | 1    | 0       | 4        |
| برويز فيروزي       | الكرة الطائرة | 1992–2000           | 3     | 0    | 0       | 3        |
| هادي رضائي         | الكرة الطائرة | 1988–1996           | 3     | 0    | 0       | 3        |
| علي أكبر سلافاتيان | الكرة الطائرة | 1992–2000           | 3     | 0    | 0       | 3        |
| أحمد شيواني        | الكرة الطائرة | 1988–1996           | 3     | 0    | 0       | 3        |
| مجيد سليماني       | الكرة الطائرة | 1992–2000           | 3     | 0    | 0       | 3        |